# Communauté de communes de Thèze
Pour les articles homonymes, voir Thèze.
La Communauté de communes de Thèze est une ancienne communauté de communes française, située dans le département des Pyrénées-Atlantiques et la région Nouvelle-Aquitaine. Le 1er janvier 2014, elle a fusionné avec la Communauté de communes du Luy de Béarn pour former la Communauté de communes des Luys en Béarn.

## Composition
La communauté de communes regroupe 18 communes :
| Code INSEE | Commune          | Maire                   | Population | Superficie | Densité       | Délégués |
| ---------- | ---------------- | ----------------------- | ---------- | ---------- | ------------- | -------- |
| 64043      | Argelos          | Hélène Peyras           | 253 hab.   | 601 ha     | 42,1 hab./km² |          |
| 64070      | Astis            | Alain Caïe              | 293 hab.   | 316 ha     | 92,7 hab./km² |          |
| 64073      | Aubin            | Jean-Louis Castetbieilh | 228 hab.   | 584 ha     | 39,0 hab./km² |          |
| 64077      | Auga             | Pierre Cheret           | 149 hab.   | 403 ha     | 37,0 hab./km² |          |
| 64078      | Auriac           | Christian Larroutourou  | 247 hab.   | 523 ha     | 47,2 hab./km² |          |
| 64146      | Bournos          | Jean Barus              | 294 hab.   | 574 ha     | 51,2 hab./km² |          |
| 64167      | Carrère          | Marc Pédelabat          | 165 hab.   | 661 ha     | 25,0 hab./km² |          |
| 64190      | Claracq          | Bernard Cassou          | 211 hab.   | 987 ha     | 21,4 hab./km² |          |
| 64203      | Doumy            | Jean-Léon Cazenave      | 248 hab.   | 639 ha     | 38,8 hab./km² |          |
| 64232      | Garlède-Mondebat | Francis Daunat          | 192 hab.   | 865 ha     | 22,2 hab./km² |          |
| 64308      | Lalonquette      | Léon Labesque           | 283 hab.   | 532 ha     | 53,2 hab./km² |          |
| 64321      | Lasclaveries     | André Grille            | 253 hab.   | 613 ha     | 41,3 hab./km² |          |
| 64332      | Lème             | Jacques Dabadie         | 141 hab.   | 672 ha     | 21,0 hab./km² |          |
| 64385      | Miossens-Lanusse | Arnaud Moulié           | 185 hab.   | 916 ha     | 20,2 hab./km² |          |
| 64456      | Pouliacq         | Pierre Dupouy-Bas       | 36 hab.    | 341 ha     | 10,6 hab./km² |          |
| 64523      | Sévignacq        | Michel Cuyaubé          | 667 hab.   | 1 743 ha   | 38,3 hab./km² |          |
| 64536      | Thèze            | David Duizidou          | 779 hab.   | 793 ha     | 98,2 hab./km² |          |
| 64560      | Viven            | Pierre Dartau           | 168 hab.   | 363 ha     | 46,3 hab./km² |          |
|            |                  |                         | 4 792 hab. | 12 126 ha  | 39,5 hab./km² | 38       |

## Compétences
Depuis septembre 2006, cette communauté dispose de deux antennes de la cyber-base des 2 Luys, financées avec le concours du conseil général des Pyrénées-Atlantiques et la Caisse des Dépôts et des Consignations.